# Königsthal (Probstzella)
Königsthal ist ein Weiler von Probstzella im Landkreis Saalfeld-Rudolstadt in Thüringen.

## Geografie
Königsthal liegt in einem Tal einen Kilometer westlich von Marktgölitz. An den beiderseitigen Hängen des Tales steht meist Wald. Im Tal mündet der Gösselsdorfer Bach in die Gölitz. Durch den Ort führt die Kreisstraße 178 zur Bundesstraße 85. Im Ort wohnen 77 Personen. Die Höhenlage über NN beträgt 315 Meter. Die Fläche der kupierten Gemarkung ist 109,52 Hektar groß.

## Geschichte
1182 wurde der Weiler erstmals urkundlich erwähnt. Bisher war der Gemeinde eine urkundliche Ersterwähnung von 1511 bekannt. Es wird angenommen, dass ein Eisenhammer zur Gründung des Weilers führte. Im 16. Jahrhundert wäre der Weiler durch Pest oder kriegerischen Einfluss wüst gefallen. Überlebende aus Zadelsdorf und Erkmannsdorf besiedelten den Weiler wieder und gründeten eine Schmiede. Das berühmte Eisen aus Königsthal war gefragt. Man produzierte 800 Zentner, dann ließ der Eigentümer die Schmiede verfallen. Die Einwohner ernährten sich mit Landwirtschaft, Bergbau und im Wald. Das Tannenzapfenpflücken war eine Spezialität der Bürger. Der Samen wurde Handelsobjekt. 1925 wurde der Ort elektrifiziert. Am 1. April 1959 wurde Pippelsdorf eingemeindet. Beide Weiler wurden gemeinsam im Jahr 1994 Marktgölitz angeschlossen. Seit 2004 gehören die Weiler zu Probstzella.